# 986

## Събития
- 17 август – Войските, начело с цар Самуил, побеждават византийските войски, начело с Василий II, в прохода Траянови врата (до Ихтиман)